# Trypanocentra atrifacies
Trypanocentra atrifacies är en tvåvingeart som beskrevs av Hardy 1986. Trypanocentra atrifacies ingår i släktet Trypanocentra och familjen borrflugor. Inga underarter finns listade i Catalogue of Life.